# Valul Radcliffe

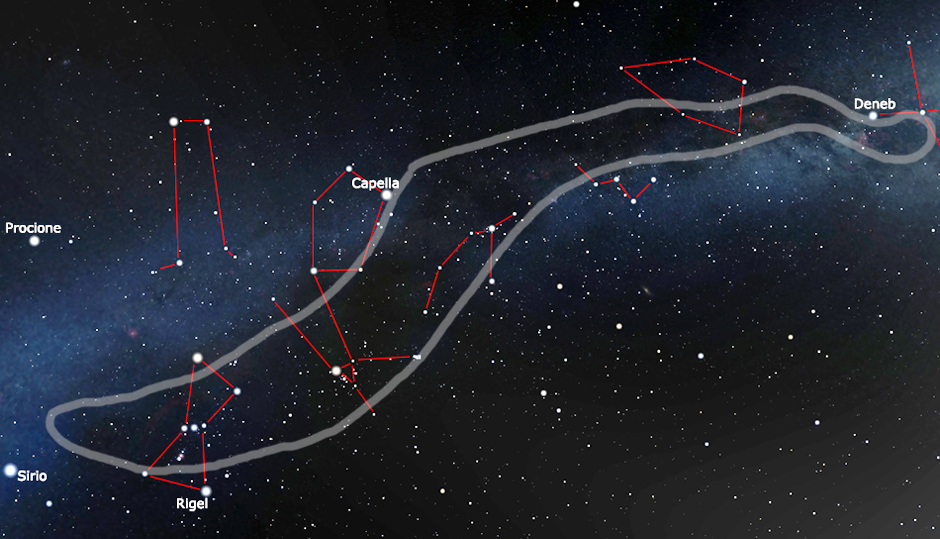
Conturul aproximativ al valului Radcliffe văut de pe Pământ

Valul Radcliffe este cea mai mare structură gazoasă coerentă din Calea Lactee. Are formă de undă și este compusă din pepiniere stelare interconectate, întinzându-se pe o lungime de aproximativ 8.800 de ani-lumină. Acest „val” de gaze cosmice și stele tinere se află cel mai aproape de Soare la aproximativ 400 de ani-lumină (Norul Molecular Taur) și cel mai îndepărtat la aproximativ 5000 de ani-lumină (complexul de stele Cygnus X). Descoperirea a fost anunțată în ianuarie 2020, iar proximitatea sa i-a surprins pe astronomi.

## Formare
Oamenii de știință nu știu cum s-a format unda de praf și gaz; s-a sugerat că ar putea fi rezultatul ciocnirii unei galaxii mult mai mici cu Calea Lactee, lăsând în urmă „valuri”, sau ar putea fi legat de materia întunecată. În interiorul norilor denși, gazul poate fi atât de comprimat încât se nasc stele noi; s-a sugerat că originea Soarelui ar putea proveni de aici.
Se credea că multe dintre regiunile de formare a stelelor găsite în valul Radcliffe făceau parte dintr-un inel helio-centric de dimensiuni similare și care conținea Sistemul Solar, „Centura Gould”. Acum se înțelege că cea mai apropiată, discretă, concentrație relativă de materie interstelară formează o undă masivă.

## Descoperire
Valul a fost descoperit de o echipă internațională de astronomi. A fost anunțat de co-autorul Alyssa A. Goodman la cea de-a 235-a întâlnire a Societății Americane de Astronomie, desfășurată la Honolulu  și publicat în revista Nature la 7 ianuarie 2020.
Descoperirea a fost făcută folosind date culese de observatorul spațial Gaia al Agenției Spațiale Europene. Valul era invizibil în 2D, necesitând noi tehnici 3D de cartografiere a materiei interstelare pentru a-și dezvălui modelul. Proximitatea valului i-a surprins pe astronomi. Structura gazoasă a fost denumită după Institutul Radcliffe pentru Studii Avansate din Cambridge, Massachusetts, locul de studiu al echipei.